# Большая маленькая ложь
«Больша́я ма́ленькая ложь» (англ. Big Little Lies) — американский драматический телесериал HBO, созданный Дэвидом Э. Келли на основе одноимённого романа Лианы Мориарти. Сериал состоит из семи эпизодов в первом сезоне, режиссёром которых выступил Жан-Марк Валле и семи эпизодов во втором сезоне, где режиссёром была Андреа Арнольд. Съёмки сериала начались в январе 2016 года; первый тизер-трейлер был выпущен в октябре того же года. Премьера сериала состоялась 19 февраля 2017 года.
Хотя изначально сериал планировался как лимитированный, 8 декабря 2017 года HBO объявил о разработке второго сезона, премьера которого состоялась 9 июня 2019 года. В ноябре 2023 года Николь Кидман заявила, что будет снят третий сезон сериала.

## Сюжет
Действие происходит в небольшом калифорнийском городе. В местной школе происходит загадочное убийство. Далее идёт рассказ о нескольких месяцах, предшествующих этому. Сюжет сосредоточен на пяти семьях, чьи дети посещают эту школу, особенное внимание уделяется матерям.

## В ролях
= Главная роль в сезоне
     = Второстепенная роль в сезоне
     = Гостевая роль в сезоне
     = Не появляется

### Основной состав
| Риз Уизерспун       | Мадлен Марта Маккензи | 7 | 7 | 14 |
| Николь Кидман       | Селеста Райт          | 7 | 7 | 14 |
| Шейлин Вудли        | Джейн Чэпмен          | 7 | 7 | 14 |
| Александр Скарсгард | Перри Райт            | 7 | 7 | 14 |
| Адам Скотт          | Эд Маккензи           | 7 | 7 | 14 |
| Джеймс Таппер       | Нейтан Карлсон        | 7 | 7 | 14 |
| Зои Кравиц          | Бонни Карлсон         | 7 | 7 | 14 |
| Джеффри Нордлинг    | Гордон Клайн          | 6 | 7 | 13 |
| Лора Дерн           | Рената Клайн          | 7 | 7 | 14 |
| Кэтрин Ньютон       | Эбигейл Карлсон       | 7 | 7 | 14 |
| Иэн Армитидж        | Зигги Чэпмен          | 7 | 7 | 14 |
| Мерил Стрип         | Мэри Луиз Райт        |   | 7 | 7  |
| Всего эпизодов      | Всего эпизодов        | 7 | 7 | 14 |

- Риз Уизерспун — Мадлен Марта Маккензи, одна из главных героинь. Есть дочь-подросток от первого брака, от второго — девочка-первоклассница.
- Николь Кидман — Селеста Райт, успешный адвокат. Замужем за Перри и воспитывает двух близнецов. Лучшая подруга Мадлен.
- Шейлин Вудли — Джейн Чэпмен, новенькая, которая сразу же подружилась с Мадлен. Воспитывает сына одна, подрабатывает бухгалтером.
- Александр Скарсгард — Перри Райт, муж Селесты.
- Адам Скотт — Эд Маккензи, муж Мадлен.
- Джеймс Таппер — Нейтан Карлсон, бывший муж Мадлен, отец Эбигейл и Скай.
- Зои Кравиц — Бонни Карлсон, жена Нейтана и мать Скай.
- Джеффри Нордлинг — Гордон Клайн, муж Ренаты.
- Лора Дерн — Рената Клайн
- Кэтрин Ньютон — Эбигейл Карлсон (2 сезон; второстепенный состав — 1 сезон), старшая дочь Мадлен.
- Иэн Армитидж — Зигги Чэпмен (2 сезон; второстепенный состав — 1 сезон), сын Джейн.
- Мерил Стрип — Мэри Луиз Райт (2 сезон), мать Перри.

### Второстепенный состав
| Сара Бейкер       | Теа Каннингем             | 6 |   | 6  |
| Сара Бёрнс        | Габриэль                  | 6 |   | 6  |
| Пи Джей Бирн      | директор Уоррен Ниппал    | 6 | 3 | 9  |
| Сантьяго Кабрера  | Джозеф Бакман             | 7 | 1 | 8  |
| Дарби Кэмп        | Хлоя Маккензи             | 7 | 7 | 14 |
| Хонг Чау          | Джеки                     | 6 |   | 6  |
| Келен Коулман     | Харпер Стимсон            | 7 | 3 | 10 |
| Кэмерон Кроветти  | Джош Райт                 | 7 | 7 | 14 |
| Николас Кроветти  | Макс Райт                 | 7 | 7 | 14 |
| Меррин Данги      | детектив Адрианна Куинлан | 5 | 5 | 10 |
| Айви Джордж       | Амабелла Клайн            | 6 | 6 | 12 |
| Вирджиния Кулл    | Эмили Барнс               | 6 |   | 6  |
| Хлоя Коулман      | Скай Карлсон              | 7 | 7 | 14 |
| Ларри Салливан    | Орен Берг                 | 7 | 4 | 11 |
| Дэвид Монахан     | Бернард                   | 7 |   | 7  |
| Кэтрин Хавари     | Саманта                   | 7 |   | 7  |
| Джозеф Кросс      | Том                       | 6 |   | 6  |
| Сара Соколович    | Тори Бакман               | 4 | 3 | 7  |
| Робин Вайгерт     | доктор Аманда Райзман     | 5 | 4 | 9  |
| Ларри Бэйтс       | Стю                       | 7 | 1 | 8  |
| Дуглас Смит       | Кори Брокфилд             |   | 7 | 7  |
| Мо Макрей         | Майкл Перкинс             |   | 3 | 3  |
| Кристал Фокс      | Элизабет Ховард           |   | 6 | 6  |
| Мартин Донован    | Мартин Ховард             |   | 5 | 5  |
| Пурна Джаганнатан | Кэти Ричмонд              |   | 3 | 3  |
| Денис О’Хэр       | Айра Фарбер               |   | 4 | 4  |
| Всего эпизодов    | Всего эпизодов            | 7 | 7 | 14 |

- Сара Бейкер — Теа Каннингем
- Сара Бёрнс — Габриэль
- Пи Джей Бирн — директор Уоррен Ниппал
- Сантьяго Кабрера — Джозеф Бакман
- Дарби Кэмп — Хлоя Маккензи, младшая дочь Мадлен
- Хонг Чау — Джеки
- Келен Коулман — Харпер Стимсон
- Кэмерон Кроветти — Джош Райт, сын Селесты
- Николас Кроветти — Макс Райт, сын Селесты
- Меррин Данги — детектив Адрианна Куинлан
- Айви Джордж — Амабелла Клайн, дочь Ренаты
- Вирджиния Кулл — Эмили Барнс, учительница начальных классов
- Хлоя Коулман — Скай Карлсон, дочь Бонни
- Ларри Салливан — Орен Берг
- Дэвид Монахан — Бернард
- Кэтрин Хавари — Саманта
- Джозеф Кросс — Том, владелец любимого кафе Мадлен и Селесты (1 сезон)
- Сара Соколович — Тори Бакман
- Робин Вайгерт — доктор Аманда Райзман, терапевт Перри и Селесты
- Ларри Бэйтс — Стю
- Дуглас Смит — Кори Брокфилд (2 сезон)
- Мо Макрей — Майкл Перкинс (2 сезон)
- Кристал Фокс — Элизабет Ховард (2 сезон), мать Бонни
- Мартин Донован — Мартин Ховард (2 сезон), отец Бонни
- Пурна Джаганнатан — Кэти Ричмонд (2 сезон)
- Денис О’Хэр — Айра Фарбер (2 сезон)

## Эпизоды
| Сезон | Сезон | Эпизоды | Оригинальная дата показа | Оригинальная дата показа |
| Сезон | Сезон | Эпизоды | Премьера сезона          | Финал сезона             |
| ----- | ----- | ------- | ------------------------ | ------------------------ |
|       | 1     | 7       | 19 февраля 2017          | 2 апреля 2017            |
|       | 2     | 7       | 9 июня 2019              | 21 июля 2019             |

### Сезон 1 (2017)
| № общий | № в сезоне | Название                                      | Режиссёр       | Автор сценария | Дата премьеры   | Зрители в США (млн) |
| ------- | ---------- | --------------------------------------------- | -------------- | -------------- | --------------- | ------------------- |
| 1       | 1          | «Кто-то умер» «Somebody's Dead»               | Жан-Марк Валле | Дэвид Э. Келли | 19 февраля 2017 | 1,13                |
| 2       | 2          | «Матери-тигрицы» «Serious Mothering»          | Жан-Марк Валле | Дэвид Э. Келли | 26 февраля 2017 | 0,56                |
| 3       | 3          | «Идеальная жизнь» «Living the Dream»          | Жан-Марк Валле | Дэвид Э. Келли | 5 марта 2017    | 1,04                |
| 4       | 4          | «Обстановка накаляется» «Push Comes to Shove» | Жан-Марк Валле | Дэвид Э. Келли | 12 марта 2017   | 1,04                |
| 5       | 5          | «Дуть на воду» «Once Bitten»                  | Жан-Марк Валле | Дэвид Э. Келли | 19 марта 2017   | 1,17                |
| 6       | 6          | «Огонь любви» «Burning Love»                  | Жан-Марк Валле | Дэвид Э. Келли | 26 марта 2017   | 1,39                |
| 7       | 7          | «Веселье и признание» «You Get What You Need» | Жан-Марк Валле | Дэвид Э. Келли | 2 апреля 2017   | 1,86                |

### Сезон 2 (2019)
| № общий | № в сезоне | Название                                       | Режиссёр       | Автор сценария                                                         | Дата премьеры | Зрители в США (млн) |
| ------- | ---------- | ---------------------------------------------- | -------------- | ---------------------------------------------------------------------- | ------------- | ------------------- |
| 8       | 1          | «Что же они натворили?» «What Have They Done?» | Андреа Арнольд | История: Лиана Мориарти & Дэвид Э. Келли Телеадаптация: Дэвид Э. Келли | 9 июня 2019   | 1.42                |
| 9       | 2          | «Предательские сердца» «Tell-Tale Hearts»      | Андреа Арнольд | История: Лиана Мориарти & Дэвид Э. Келли Телеадаптация: Дэвид Э. Келли | 16 июня 2019  | 1.47                |
| 10      | 3          | «Конец света» «The End of the World»           | Андреа Арнольд | История: Лиана Мориарти & Дэвид Э. Келли Телеадаптация: Дэвид Э. Келли | 23 июня 2019  | 1.62                |
| 11      | 4          | «Она все знает» «She Knows»                    | Андреа Арнольд | История: Лиана Мориарти & Дэвид Э. Келли Телеадаптация: Дэвид Э. Келли | 30 июня 2019  | 1.61                |
| 12      | 5          | «Убей меня» «Kill Me»                          | Андреа Арнольд | История: Лиана Мориарти & Дэвид Э. Келли Телеадаптация: Дэвид Э. Келли | 7 июля 2019   | 1.77                |
| 13      | 6          | «Плохая мать» «The Bad Mother»                 | Андреа Арнольд | История: Лиана Мориарти & Дэвид Э. Келли Телеадаптация: Дэвид Э. Келли | 14 июля 2019  | 1.63                |
| 14      | 7          | «Я хочу знать» «I Want to Know»                | Андреа Арнольд | История: Лиана Мориарти & Дэвид Э. Келли Телеадаптация: Дэвид Э. Келли | 21 июля 2019  | 1.98                |

## Производство

### Разработка
6 августа 2014 года было объявлено, что Николь Кидман и Риз Уизерспун получили права на экранизацию романа Лианы Мориарти «Большая маленькая ложь». Актрисы должны были разработать проект как фильм, в котором они должны были исполнить главные роли. Бруна Папандреа и Пер Саари были назначены исполнительными продюсерами наряду с Кидман и Уизерспун. Также ожидалось, что и Мориарти будет продюсером сериала. 25 ноября 2014 года было объявлено, что Кидман и Уизерспун решили разработать проект в виде мини-сериала вместо изначально запланированного фильма. Кроме того, было объявлено, что сценаристом телесериала будет Дэвид Э. Келли. 8 мая 2015 года было объявлено, что HBO заказало производство сериала, и что, помимо написания сценариев, Келли будет исполнительным продюсером шоу. 23 октября 2015 года стало известно, что Жан-Марк Валле ведёт переговоры по поводу съёмок первого эпизода сериала, с возможностью снять следующие эпизоды. 17 декабря 2015 года было объявлено, что Валле станет режиссёром всех семи эпизодов сериала. 28 ноября 2016 года было объявлено, что премьера сериала состоится 19 февраля 2017 года.

### Подбор актёров

#### Сезон 1
Наряду с первоначальным объявлением о производстве сериала, также было объявлено, что Кидман и Уизерспун исполнят роли в экранизации. В декабре 2015 года было объявлено, что Шейлин Вудли, Адам Скотт, Лора Дерн и Зои Кравиц получили главные роли в сериале. 5 января 2016 года было объявлено, что Александр Скарсгард и Джеймс Таппер присоединились к основному актёрскому составу, и что Джеффри Нордлинг, Сантьяго Карбера, Пи Джей Бирн, Келен Коулман, Сара Бёрнс, Дарби Кэмп, Кэмерон и Николас Кроветти, Айви Джордж, Хлоя Коулман, Вирджиния Кулл, Сара Бейкер, Кэтрин Хавари, Ларри Бэйтс, Хонг Чау и Джия Каридес присоединились к второстепенному составу шоу. Несколько дней спустя стало известно, что Иэн Армитидж получил роль сына персонажа Вудли. Вскоре после этого стало известно, что Меррин Данги, Ларри Салливан и Дэвид Монахан также присоединились к актёрскому составу.

#### Сезон 2
В январе 2018 года было объявлено, что во 2-м сезоне сериала появится Мерил Стрип, которая исполнит роль матери персонажа Александра Скарсгарда. К актёрскому составу также присоединились Дуглас Смит, Кристал Фокс, Мартин Донован, Денис О’Хэр, Пурна Джаганнатан и другие.

## Реакция

### Отзывы критиков
Сериал «Большая маленькая ложь» получил положительные отзывы критиков. На сайте-агрегаторе Rotten Tomatoes сериал держит 93 % «свежести», что основано на 125 отзывах критиков со средним рейтингом 8,01/10. Критический консенсус сайта гласит: «Невероятно смешная и очень привязчивая „Большая маленькая ложь“ — захватывающий и запутанный сериал с актёрами первой величины в главных ролях». На Metacritic рейтинг сериала составляет 75 баллов из ста, что основано на 42 «в общем положительных» отзывах.

### Рейтинги

#### Сезон 1
| № | Название                | Дата показа     | Рейтинг (18—49) | Зрителей (миллионов) | DVR (18—49) | Зрителей DVR (миллионов) | Всего (18—49) | Всего зрителей (миллионов) |
| - | ----------------------- | --------------- | --------------- | -------------------- | ----------- | ------------------------ | ------------- | -------------------------- |
| 1 | «Кто-то умер»           | 19 февраля 2017 | 0,3             | 1,13                 | 0,3         | N/A                      | 0,6           | N/A                        |
| 2 | «Матери-тигрицы»        | 26 февраля 2017 | 0,2             | 0,56                 | 0,3         | 0,84                     | 0,5           | 1,39                       |
| 3 | «Идеальная жизнь»       | 5 марта 2017    | 0,4             | 1,04                 | N/A         | N/A                      | N/A           | N/A                        |
| 4 | «Обстановка накаляется» | 12 марта 2017   | 0,4             | 1,04                 | N/A         | N/A                      | N/A           | N/A                        |
| 5 | «Дуть на воду»          | 19 марта 2017   | 0,4             | 1,17                 | N/A         | N/A                      | N/A           | N/A                        |
| 6 | «Огонь любви»           | 26 марта 2017   | 0,5             | 1,39                 | 0,3         | N/A                      | 0,8           | N/A                        |
| 7 | «Веселье и признание»   | 2 апреля 2017   | 0,7             | 1,86                 | 0,3         | 0,93                     | 1,0           | 2,79                       |

#### Сезон 2
| № | Название                | Дата показа  | Рейтинг (18—49) | Зрителей (миллионов) | DVR (18—49) | Зрителей DVR (миллионов) | Всего (18—49) | Всего зрителей (миллионов) |
| - | ----------------------- | ------------ | --------------- | -------------------- | ----------- | ------------------------ | ------------- | -------------------------- |
| 1 | «Что же они натворили?» | 9 июня 2019  | 0.4             | 1.42                 | 0.3         | 1.12                     | 0.7           | 2.54                       |
| 2 | «Предательские сердца»  | 16 июня 2019 | 0.5             | 1.47                 | 0.4         | 1.34                     | 0.9           | 2.81                       |
| 3 | «Конец света»           | 23 июня 2019 | 0.4             | 1.62                 | 0.4         | 1.19                     | 0.8           | 2.81                       |
| 4 | «Она все знает»         | 30 июня 2019 | 0.4             | 1.61                 | 0.4         | 1.17                     | 0.8           | 2.77                       |
| 5 | «Убей меня»             | 7 июля 2019  | 0.5             | 1.77                 | 0.4         | 1.23                     | 0.9           | 3.00                       |
| 6 | «Плохая мать»           | 14 июля 2019 | 0.4             | 1.63                 | 0.4         | 1.20                     | 0.8           | 2.84                       |
| 7 | «Я хочу знать»          | 21 июля 2019 | 0.5             | 1.98                 | 0.4         | 1.18                     | 0.9           | 3.17                       |

### Награды и номинации
| Год                                     | Церемония                                                                                     | Категория | Номинант (-ы) | Результат | Ref.    |
| Сезон 1                                 | Сезон 1                                                                                       | Сезон 1 | Сезон 1 | Сезон 1   | Сезон 1 |
| --------------------------------------- | --------------------------------------------------------------------------------------------- | --- | --- | --------- | ------- |
| 2017                                    | Американский институт кино                                                                    | ТОП-10 телевизионных программ года                                                                                                  | Большая маленькая ложь | Победа    | [ 48 ]  |
| 2017                                    | «Золотой глобус»                                                                              | Лучший мини-сериал или телефильм | Большая маленькая ложь | Победа    | [ 49 ]  |
| 2017                                    | «Золотой глобус»                                                                              | Лучшая женская роль — мини-сериал или телефильм                                                                                     | Николь Кидман | Победа    | [ 49 ]  |
| 2017                                    | «Золотой глобус»                                                                              | Лучшая женская роль — мини-сериал или телефильм                                                                                     | Риз Уизерспун | Номинация | [ 49 ]  |
| 2017                                    | «Золотой глобус»                                                                              | Лучшая мужская роль второго плана — телесериал, мини-сериал или телефильм                                                           | Александр Скарсгард | Победа    | [ 49 ]  |
| 2017                                    | «Золотой глобус»                                                                              | Лучшая женская роль второго плана — телесериал, мини-сериал или телефильм                                                           | Лора Дерн | Победа    | [ 49 ]  |
| 2017                                    | «Золотой глобус»                                                                              | Лучшая женская роль второго плана — телесериал, мини-сериал или телефильм                                                           | Шейлин Вудли | Номинация | [ 49 ]  |
| 2017                                    | «Эмми»                                                                                        | Лучший мини-сериал | Дэвид Э. Келли, Жан-Марк Валле́, Риз Уизерспун, Бруна Папандреа, Николь Кидман, Пер Саари, Грегг Файнберг, Нейтан Росс и Барбара А. Холл | Победа    | [ 50 ]  |
| 2017                                    | «Эмми»                                                                                        | Лучшая режиссура мини-сериала, фильма или драматической программы                                                                   | Жан-Марк Валле́ | Победа    | [ 50 ]  |
| 2017                                    | «Эмми»                                                                                        | Лучшая женская роль в мини-сериале или фильме                                                                                       | Николь Кидман | Победа    | [ 50 ]  |
| 2017                                    | «Эмми»                                                                                        | Лучшая женская роль в мини-сериале или фильме                                                                                       | Риз Уизерспун | Номинация | [ 50 ]  |
| 2017                                    | «Эмми»                                                                                        | Лучшая мужская роль второго плана в мини-сериале или фильме                                                                         | Александр Скарсгард | Победа    | [ 50 ]  |
| 2017                                    | «Эмми»                                                                                        | Лучшая женская роль второго плана в мини-сериале или фильме                                                                         | Лора Дерн | Победа    | [ 50 ]  |
| 2017                                    | «Эмми»                                                                                        | Лучшая женская роль второго плана в мини-сериале или фильме                                                                         | Шейлин Вудли | Номинация | [ 50 ]  |
| 2017                                    | «Эмми»                                                                                        | Лучший сценарий мини-сериала, фильма или драматической программы                                                                    | Дэвид Э. Келли | Номинация | [ 50 ]  |
| 2017                                    | «Эмми»                                                                                        | Лучший кастинг для мини-сериала или телефильма                                                                                      | Дэвид Рубин | Победа    | [ 50 ]  |
| 2017                                    | «Эмми»                                                                                        | Лучшая операторская работа в мини-сериале или телефильме                                                                            | Ив Беланже | Номинация | [ 50 ]  |
| 2017                                    | «Эмми»                                                                                        | Лучшие современные костюмы в сериале, мини-сериале или телефильме                                                                   | Аликс Фридберг, Риса Гарсия и Патрисия Маклафлин                                                                                        | Победа    | [ 50 ]  |
| 2017                                    | «Эмми»                                                                                        | Лучшие причёски для мини-сериала или телефильма                                                                                     | Мишель Сеглия, Николь С. Джонс, Лона Виги, Фрэнсис Матиас и Джоселин Мёлхерн                                                            | Номинация | [ 50 ]  |
| 2017                                    | «Эмми»                                                                                        | Лучший грим для мини-сериала или телефильма                                                                                         | Стив Артмонт, Николь Артмонт, Анджела Левин, Молли Р. Стёрн и Клаудия Хёмберг                                                           | Номинация | [ 50 ]  |
| 2017                                    | «Эмми»                                                                                        | Лучший подбор музыки | Сьюзен Джейкобс | Победа    | [ 50 ]  |
| 2017                                    | «Эмми»                                                                                        | Лучший монтаж для мини-сериала или телефильма                                                                                       | Вероника Барб, Дэвид Берман, Джастин ЛаШанс, Максим Лахайе, Сильван Лебел и Джим Вега                                                   | Номинация | [ 50 ]  |
| 2017                                    | «Эмми»                                                                                        | Лучшее сведение звука для мини-сериала или телефильма                                                                               | Гэвин Фернандес, Луи Гиняк и Брэндан Биб                                                                                                | Номинация | [ 50 ]  |
| 2017                                    | Ассоциация телевизионных критиков                                                             | Программа года | Большая маленькая ложь | Номинация | [ 51 ]  |
| 2017                                    | Ассоциация телевизионных критиков                                                             | Премия за выдающиеся достижения в кино, сериале и специальном шоу                                                                   | Большая маленькая ложь | Победа    | [ 51 ]  |
| 2017                                    | Ассоциация телевизионных критиков                                                             | Личные достижения в драме | Николь Кидман | Номинация | [ 51 ]  |
| 2018                                    | Американская ассоциация монтажёров                                                            | Лучший монтаж драматического сериала                                                                                                | Дэвид Бернам | Номинация | [ 52 ]  |
| 2018                                    | Гильдия художников-постановщиков США                                                          | Лучший художник-постановщик в телефильме или мини-сериале                                                                           | Джон Пэйно | Номинация | [ 53 ]  |
| 2018                                    | BAFTA TV                                                                                      | Лучшая международная программа | Большая маленькая ложь | Номинация | [ 54 ]  |
| 2018                                    | Гильдия художников по костюмам                                                                | Лучшие костюмы в телесериале | Аликс Фридберг | Номинация | [ 55 ]  |
| 2018                                    | Выбор телевизионных критиков                                                                  | Лучший фильм или мини-сериал | Большая маленькая ложь | Победа    | [ 56 ]  |
| 2018                                    | Выбор телевизионных критиков                                                                  | Лучшая женская роль в фильме или мини-сериале                                                                                       | Николь Кидман | Победа    | [ 56 ]  |
| 2018                                    | Выбор телевизионных критиков                                                                  | Лучшая женская роль в фильме или мини-сериале                                                                                       | Риз Уизерспун | Номинация | [ 56 ]  |
| 2018                                    | Выбор телевизионных критиков                                                                  | Лучшая мужская роль второго плана в фильме или мини-сериале                                                                         | Александр Скарсгард | Победа    | [ 56 ]  |
| 2018                                    | Выбор телевизионных критиков                                                                  | Лучшая женская роль второго плана в фильме или мини-сериале                                                                         | Лора Дерн | Победа    | [ 56 ]  |
| 2018                                    | Гильдия продюсеров США                                                                        | Лучший эпизодический драматический сериал                                                                                           | Большая маленькая ложь | Номинация | [ 57 ]  |
| 2018                                    | Гильдия киноактёров США                                                                       | Лучшая мужская роль в телефильме или мини-сериале                                                                                   | Александр Скарсгард | Победа    | [ 58 ]  |
| 2018                                    | Гильдия киноактёров США                                                                       | Лучшая женская роль в телефильме или мини-сериале                                                                                   | Лора Дерн | Номинация | [ 58 ]  |
| 2018                                    | Гильдия киноактёров США                                                                       | Лучшая женская роль в телефильме или мини-сериале                                                                                   | Николь Кидман | Победа    | [ 58 ]  |
| 2018                                    | Гильдия киноактёров США                                                                       | Лучшая женская роль в телефильме или мини-сериале                                                                                   | Риз Уизерспун | Номинация | [ 58 ]  |
| 2018                                    | Гильдия режиссёров США                                                                        | Лучшая режиссура мини-сериала или телефильма                                                                                        | Жан-Марк Валле́ | Победа    |         |
| 2018                                    | Гильдия сценаристов США                                                                       | Лучший адаптированный телесценарий                                                                                                  | Дэвид Э. Келли | Победа    | [ 59 ]  |
| 2018                                    | «Спутник»                                                                                     | Лучший мини-сериал или телефильм | Большая маленькая ложь | Победа    |         |
| 2018                                    | «Спутник»                                                                                     | Лучшая женская роль — мини-сериал или телефильм                                                                                     | Николь Кидман | Победа    |         |
| 2018                                    | «Спутник»                                                                                     | Лучшая мужская роль второго плана — мини-сериал, телесериал или телефильм                                                           | Александр Скарсгард | Номинация |         |
| 2018                                    | «Спутник»                                                                                     | Лучшая женская роль второго плана — мини-сериал, телесериал или телефильм                                                           | Лора Дерн | Номинация |         |
| 2018                                    | «Спутник»                                                                                     | Лучшая женская роль второго плана — мини-сериал, телесериал или телефильм                                                           | Шейлин Вудли | Номинация |         |
| Сезон 2                                 |                                                                                               | | |           |         |
| 2020                                    |                                                                                               | | |           |         |
| Гильдия художников-постановщиков США    | Лучший художник-постановщик в современном сериале, снятом одной камерой (часовой хронометраж) | Джон Пэйно | Номинация | [ 60 ]    |         |
| Гильдия художников по костюмам          | Лучшие костюмы в телесериале                                                                  | Аликс Фридберг | Номинация | [ 61 ]    |         |
| Выбор телевизионных критиков            | Лучшая женская роль в драматическом сериале                                                   | Николь Кидман | Номинация | [ 62 ]    |         |
| Выбор телевизионных критиков            | Лучшая женская роль второго плана в драматическом сериале                                     | Лора Дерн | Номинация | [ 62 ]    |         |
| Выбор телевизионных критиков            | Лучшая женская роль второго плана в драматическом сериале                                     | Мерил Стрип | Номинация | [ 62 ]    |         |
| «Золотой глобус»                        | Лучший телевизионный сериал — драма                                                           | Большая маленькая ложь | Номинация | [ 63 ]    |         |
| «Золотой глобус»                        | Лучшая женская роль в телевизионном сериале — драма                                           | Николь Кидман | Номинация | [ 63 ]    |         |
| «Золотой глобус»                        | Лучшая женская роль второго плана — мини-сериал, телесериал или телефильм                     | Мерил Стрип | Номинация | [ 63 ]    |         |
| Гильдия художников и стилистов по гриму | Лучший современный грим — телесериал или мини-сериал                                          | Мишель Рэдоу и Эрин Гуд-Розенманн                                                                                                   | Победа | [ 64 ]    |         |
| Гильдия художников и стилистов по гриму | Лучшие современные причёски — телесериал или мини-сериал                                      | Джоз Замора, Лорена Замора и Лона Виги                                                                                              | Победа | [ 64 ]    |         |
| «Эмми»                                  | Лучшая женская роль второго плана в драматическом телесериале                                 | Лора Дерн | Номинация | [ 65 ]    |         |
| «Эмми»                                  | Лучшая женская роль второго плана в драматическом телесериале                                 | Мерил Стрип | Номинация | [ 65 ]    |         |
| «Эмми»                                  | Лучший кастинг для драматического сериала                                                     | Дэвид Рубин | Номинация | [ 65 ]    |         |
| «Эмми»                                  | Лучший современный грим                                                                       | Мишель Рэдоу, Эрин Гуд-Розенманн, Карен Рентроп, Анджела Левин, Молли Р. Стёрн, Симон Алмекиас-Сиегл, Михо Сузуки и Клаудия Хёмберг | Номинация | [ 65 ]    |         |
| «Эмми»                                  | Лучшая работа художников-постановщиков для современной художественной программы               | Джон Пэйно, Остин Горг и Эми Уэлсс                                                                                                  | Номинация | [ 65 ]    |         |
| Гильдия продюсеров США                  | Лучший эпизодический драматический сериал                                                     | Большая маленькая ложь | Номинация | [ 66 ]    |         |
| Гильдия киноактёров США                 | Лучший актёрский состав в драматическом сериале                                               | Актёрский состав 2-го сезона Большой маленькой лжи                                                                                  | Номинация | [ 67 ]    |         |
| «Спутник»                               | Лучшая женская роль второго плана — мини-сериал, телесериал или телефильм                     | Мерил Стрип | Номинация | [ 68 ]    |         |